# Monique Lange
Pour les articles homonymes, voir Lange.
Monique Lange est une romancière, scénariste et éditrice française née en 1926 à Paris et morte en 1996 dans la même ville.

## Biographie

### Famille et vie privée
Monique Lange naît le 11 septembre 1926 à Paris, dans une famille juive comprenant Henri Bergson et Emmanuel Berl. Elle passe son enfance en Indochine.
Mariée au sociologue des sciences Jean-Jacques Salomon, puis à l'écrivain espagnol Juan Goytisolo avec lequel elle collabore, elle est la mère de l'écrivaine et photographe Carole Achache, qui lui consacre un vibrant portrait, Fille de en 2011, et la grand-mère de la réalisatrice Mona Achache.

### Carrière
Elle est l'autrice de plusieurs romans dont Les Poissons-chats en 1959, Les Platanes en 1960 ou Les Cabines de bain en 1962. Elle a publié une biographie d’Édith Piaf en 1988 et un essai sur Jean Cocteau, Cocteau : prince sans royaume, en 1989.
Éditrice chez Gallimard, elle travaille à la revue Les Temps modernes.
Au cinéma, elle a collaboré à l’écriture du scénario pour plusieurs films dont Vanina Vanini de Roberto Rossellini, La Prisonnière de Henri-Georges Clouzot ou La Truite de Joseph Losey. Elle a également travaillé à La Revue du cinéma

### Prises de position
En 1960, elle est signataire du Manifeste des 121, « Déclaration sur le droit à l'insoumission dans la guerre d'Algérie », qui prône la désobéissance militaire et l'indépendance du pays.
En 1971, elle signe le manifeste des 343, un appel pour la dépénalisation et la légalisation de l'interruption volontaire de grossesse. Publié dans le magazine Le Nouvel Observateur, c'est, selon le titre paru en une du magazine, « la liste des 343 Françaises qui ont le courage de signer le manifeste “Je me suis fait avorter”. »

### Décès
Monique Lange est morte à l'âge de soixante-dix ans, le 7 octobre 1996, d'une crise cardiaque à son domicile à Paris.

## Publications
- Les Poissons chats, Gallimard, 1959 (ISBN 2-07-023715-X)
- Les Platanes, Gallimard, 1960 (ISBN 2-07-023716-8)
- Rue d'Aboukir suivi de La Plage espagnole et de L'Enterrement : récits, Gallimard, 1962 (ISBN 2-07-023717-6 et 978-2-07-023717-3, OCLC 716808324, lire en ligne)
- Une drôle de voix, Gallimard, 1966 (ISBN 2-07-023718-4)
- Cannibales en Sicile, Gallimard, 1967 (ISBN 2-07-023719-2)
- Une petite fille sous une moustiquaire, Gallimard, 1979 (ISBN 2-07-028185-X)
- Histoire de Piaf, Ramsay, 1979 (ISBN 2-85956-117-X et 978-2-85956-117-8, OCLC 6230478, lire en ligne)
- Les Cabines de bain, Gallimard, 1982 (ISBN 2-07-022633-6 et 978-2-07-022633-7, OCLC 8883365, lire en ligne)
- Cocteau : prince sans royaume, J.C. Lattès, 1989, 365 p. (BNF 35045050, lire en ligne)
- Les Cahiers déchirés, NiL éditions, 1994 (ISBN 2-84111-012-5 et 978-2-84111-012-4, OCLC 33163573, lire en ligne)

### Prix
- 1960 : Prix Cazes pour Les Platanes
- 1962 : Nouveau prix de la nouvelle pour Rue d'Aboukir
- 1983 : Prix Méridien des Quatre Jurys pour Les Cabines de bain

## Filmographie

### Écriture
- 1961 : Vanina Vanini de Roberto Rossellini (scénario)
- 1963 : Les Vierges de Jean-Pierre Mocky (adaptation et dialogues)
- 1968 : La Prisonnière de Henri-Georges Clouzot (co-écriture du scénario)
- 1972 : La Pente douce de Claude d'Anna (co-écriture du scénario)
- 1972 : Hellé de Roger Vadim (dialogues)
- 1974 : Antoine et Sébastien de Jean-Marie Périer (scénario)
- 1977 : Good-bye, Emmanuelle de François Leterrier (scénario et dialogues)
- 1982 : La Truite de Joseph Losey (adaptation et dialogues)
- 1987 : Accroche-cœur de Chantal Picault

### Actrice
- 1985 : Partir, revenir de Claude Lelouch : Salomé

### Filmographie
- Little Girl Blue, docufiction de Mona Achache, 2023